# 丛鸦
丛鸦（学名：Aphelocoma coerulescens），是鸦科丛鸦属的一种，为美国的特有种，目前分布於佛州。全球活动范围约为6,900平方千米。该物种的保护状况被评为易危。
丛鸦的平均体重约为77.2克。栖息地为亚热带或热带的（低地）干燥疏灌丛。